# Adoretus abyssinicus
Adoretus abyssinicus är en skalbaggsart som beskrevs av Ohaus 1912. Adoretus abyssinicus ingår i släktet Adoretus och familjen Rutelidae. Inga underarter finns listade i Catalogue of Life.